# Pachydema grandipalpis
Pachydema grandipalpis är en skalbaggsart som beskrevs av Edmund Reitter 1902. Pachydema grandipalpis ingår i släktet Pachydema och familjen Melolonthidae. Inga underarter finns listade i Catalogue of Life.